# Colin Wells
Colin Michael Wells (West Bridgford, 15 novembre 1933 – Bangor (Galles), 11 marzo 2010) è stato uno storico dell'antica Roma, oltre che studioso e archeologo di antichità classico-puniche.

## Biografia
Dopo aver frequentato l'Oriel College, ad Oxford, dal 1952 al 1954, a causa dell'inaspettata morte della madre, dovette abbandonare gli studi per iscriversi alla scuola militare. Entrato nel corpo della Royal Artillery, fu di stanza in Egitto e in Germania. Dopo aver conseguito, nel 1965, il Ph.D. all'Università Harvard, ha insegnato a lungo lingua latina all'Università di Ottawa, prima di trasferirsi, dal 1987, al Department of Classical Studies della Trinity University di San Antonio, ateneo nel quale ha insegnato fino al ritiro, avvenuto nel 2005. Ha vissuto con la moglie in Normandia, presso Saint-Lô pur continuando a ricoprire, in qualità di professore emerito, la posizione di T. Frank Murchison Distinguished Professor of Classical Studies dell'università texana.

### Campi di studio
I suoi campi di interesse sono la storia sociale ed economica di Roma antica, con particolare riguardo al peso avuto dalle questioni militari, l'Africa romana e la transizione islamica dell'area nordafricana, la Germania romana e le questioni geopolitiche attinenti al Limes romano, per cui vi fu riguardo fin dalle prime sue pubblicazioni. Il prof. Wells ha avuto anche un ruolo attivo come archeologo delle antichità puniche e delle antichità provinciali romane: a Cartagine, dal 1976 al 1986, ha diretto gli scavi effettuati dal Second Canadian Team, nell'ambito dell'iniziativa "Save Carthage" promossa dall'UNESCO, un'attività che lo ha visto impegnato anche in seguito, con le campagne condotte sotto gli auspici della Trinity University, e delle quali egli fu direttore fin dal 1991.

### Opere
Il suo primo libro è stato The German Policy of Augustus, Oxford University Press, del 1972, attinente ai suoi interessi sulla Germania romana e sulle questioni geopolitiche del Limes romano. L'ultimo suo libro è The Roman Empire, Stanford University Press, 1984 (ISBN 978-0-8047-1237-8 - in edizione cartonata), una trattazione che copre il periodo dal 44 a.C. al 235 d.C. e che è giunta, nel 1995, a una seconda edizione paperback edita dalla Harvard University Press (ISBN 978-0-674-77770-5). L'opera è stata tradotta in italiano, nel 1984, anno della prima edizione originale, dalla casa editrice Il Mulino con il titolo L'impero romano (ISBN 978-88-15-00609-7), all'interno della collana editoriale Le vie della civiltà. La seconda edizione è uscita in traduzione italiana nel 1995, nella stessa collana e con il medesimo titolo (ISBN 978-88-15-04756-4).